# Oreoicidae
Oreoicidae je čeleď pěvců z Austrálie a Nové Guineje.

## Systematika
Čeleď Oreoicidae zahrnuje tři recentní, monotypické rody, z nichž všechny nesou české rodové jméno pištec:
- rod Aleadryas Iredale, 1956
  - Aleadryas rufinucha (P. L. Sclater, 1874) – pištec rezavošíjný
- rod Oreoica Gould, 1838
  - Oreoica gutturalis (Vigors & Horsfield, 1827) – pištec bělobradý
- rod Ornorectes Iredale, 1956
  - Ornorectes cristatus (Salvadori, 1876) – pištec chocholatý

Starší zdroje tyto tři druhy zařazují především do čeledi pištcovití (Pachycephalidae), jež představovala spíše sběrný taxon pro větší množství různých rodů pěvců z Indo-Pacifiku. V rámci pištcovitých dnešní zástupce čeledi Oreoicidae hodnotí jak druhé vydání Grzimek's Animal Life Encyclopedia (2003), tak sborník Handbook of the Birds of the World (2007). Molekulárně-fylogenetické studie nicméně potvrzují, že jde spíše o samostatnou linii korvidních zpěvných. Její monofyletismus je jednoznačný, příbuzenské vztahy však zůstávají nejisté. Čeleď Oreoicidae se dočkala formálního vědeckého popisu v roce 2014 (Schodde & Christidis, 2014), byť toto jméno se coby nomen nudum objevuje již ve starších pracích.
Specifickou zmínku zasluhuje ještě problematika pištce chocholatého, odb. Ornorectes cristatus, jehož starší zdroje mohou zařazovat v rodu Pitohui v rámci pištcovitých. Rod Pitohui však molekulárně-fylogenetické analýzy vyhodnotily jako polyfyletický a jeho zástupce rozdělují v rámci třech různých čeledí.

## Charakteristika

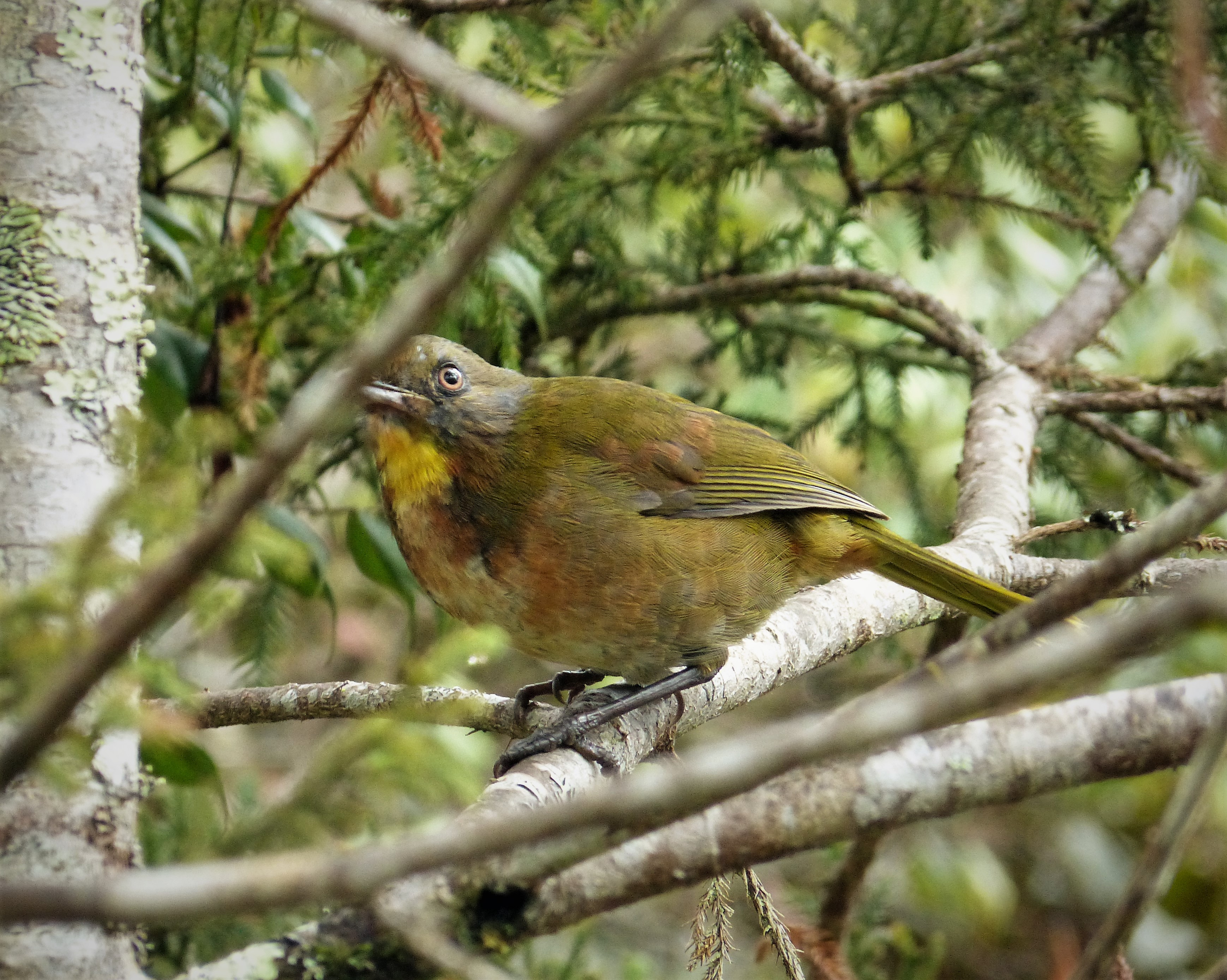
Pištec rezavošíjný

Pištci z čeledi Oreoicidae představují středně velké pěvce, již se vyznačují mohutnou hlavou s krátkým a tlustým krkem, krátkými až středně dlouhými křídly, vejčitým tělem a středně dlouhým ocasem. Pištec bělobradý dosahuje celkové tělesné velikosti 19–23 cm a hmotnosti 56–67 g, pištec chocholatý měří 25–26 cm a váží 78–111 g, nejmenší pištec rezavošíjný měří 16,5–18 cm a váží 38–42 g. Zbarvení svrchních partií se pohybuje v hnědých, olivových nebo šedých odstínech, u některých druhů kontrastuje s černo-bílým či žlutavým zbarvením spodních partií. Zobák může mít, podobně jako v případě pravých pištcovitých, hákovitou špičku. Potravu tvoří především bezobratlí, zřídka rostlinná složka.
Zatímco pištec bělobradý žije v pevninské Austrálii, populace pištce rezavošíjného a chocholatého jsou omezeny výhradně na Novou Guineu. Tito ptáci žijí v různých typech lesů, a to až do nadmořské výšky 3000 m, pohybují se především v podrostu. Mohou se sdružovat v rámci vícedruhových krmných hejn. Zpěv tvoří rytmicky se opakující slabiky a silné zvonivé pískání prokládané vysokým cvrlikáním. Pištec bělobradý si buduje hluboké šálkovité hnízdo ve výšce 1–5 m, na jeho stavbě se podílejí oba členové páru. Snůšku tvoří 1–4 vajíčka, na jejich inkubaci i následné péči o mláďata se opět podílí jak samec, tak samice. Vajíčka tento druh klade mezi červencem a březnem. Inkubační doba činí 14–17 dní, přičemž mláďata se z vajíček líhnou asynchronně a následně zůstávají 11–12 dnů v hnízdě. Hnízdní návyky zbývajících dvou druhů zůstávají méně probádány, zvláště v případě pištce chocholatého. Pištec rezavošíjný si staví, podobně jako pištec chocholatý, hluboké šálkovité hnízdo; hnízdí od června do prosince, přičemž snůška činí 2 vejce.